# Dariush Shojaeian
Dariush Shojaeian (en persa: داريوش شجاعيان‎; Shiraz, Fars, 7 de abril de 1992) es un futbolista iraní que juega en la demarcación de centrocampista para el Havadar SC de la Iran Pro League.

## Selección nacional
Hizo su debut con la selección de fútbol de Irán el 24 de marzo de 2016 en un encuentro de clasificación para la Copa Mundial de Fútbol de 2018 contra la India que finalizó con un resultado de 4-0 a favor del combinado iraní tras los goles de Alireza Jahanbakhsh, Sardar Azmoun y un doblete de Ehsan Hajysafi.

## Clubes
| Club                | País | Año         | Partidos | Goles |
| ------------------- | ---- | ----------- | -------- | ----- |
| Bahman Shiraz FC    | Irán | 2010 - 2015 | 66       | 15    |
| Gostaresh Foolad FC | Irán | 2015 - 2017 | 58       | 7     |
| Esteghlal FC        | Irán | 2017 - 2021 | 78       | 5     |
| Havadar SC          | Irán | 2022 -      | 33       | 2     |